# Malcoha à bec jaune
Ceuthmochares aereus
Espèce
Statut de conservation UICN

 LC  : Préoccupation mineure
Le Malcoha à bec jaune (Ceuthmochares aereus) est une espèce d'oiseau de la famille des Cuculidae.

## Répartition
Son aire s'étend à travers l'Afrique équatoriale.

## Liste des sous-espèces
- Ceuthmochares aereus aereus (Vieillot, 1817)
- Ceuthmochares aereus flavirostris (Swainson, 1837)
- Ceuthmochares aereus australis (Sharpe, 1873) — voir Malcoha austral